# Moro-Rüstung
Die Moro-Rüstung ist eine Schutzwaffe von den Philippinen.

## Beschreibung
Die Moro-Rüstung besteht aus einer Kettenrüstung, in die Platten aus Stahl oder Messing eingearbeitet sind. Die Kettenrüstung bedeckt die Brust und den Rücken, meist sind keine Ärmel ausgearbeitet. Das Kettenhemd reicht bis etwas unterhalb der Hüften und ist am unteren Rand gerade oder gezackt gearbeitet. Die Metallplatten sind an den empfindlichen Körperstellen Hals, Brust, Rücken und Unterbauch angebracht, um diese Regionen besonders zu schützen. Die Platten sind rechteckig und unterschiedlich groß, sie sind durch einzelne Kettenglieder mit den Platten verbunden. Ihre genaue Position auf der Rüstung kann sich je nach Version ein wenig unterscheiden. Zu den Rüstungen gehört ein Helm in der gleichen Machart. Oft werden andere Helme, wie z. B. der Toraja-Messinghelm benutzt. Die Rüstung kann auf der Vorderseite geöffnet und geschlossen werden.